# Bischofsmais
Bischofsmais – miejscowość i gmina w Niemczech, w kraju związkowym Bawaria, w rejencji Dolna Bawaria, w regionie Donau-Wald, w powiecie Regen. Leży w Lesie Bawarskim, około 8 km na południowy zachód od miasta Regen,.

## Dzielnice
W skład gminy wchodzą trzy dzielnice: Bischofsmais, Habischried, Hochdorf.

## Demografia
| Rok  | Liczba mieszk. |
| ---- | -------------- |
| 1970 | 2 693          |
| 1987 | 3 009          |
| 2000 | 3 247          |

## Oświata
(na 1999)

W gminie znajduje się 100 miejsc przedszkolnych (68 dzieci) oraz szkoła podstawowa (20 nauczycieli, 282 uczniów).

## Współpraca
Miejscowość partnerska:
- Ungenach, Austria